# Albion Avdijaj
Albion Qaush Avdijaj (ur. 12 stycznia 1994 w Zurychu) – albański piłkarz występujący na pozycji napastnika. W przeszłości występował w reprezentacji Kosowa i juniorskich reprezentacjach Szwajcarii. Od 2017 gra w szwajcarskim klubie Grasshopper.

## Kariera klubowa
Albion Avdijaj jest wychowankiem klubu FC Red Star Zürich. Jako junior występował w Grasshopper skąd wypożyczany był do FC Zürich, TSG 1899 Hoffenheim i VfL Wolfsburg. W 2011 r. podpisał kontrakt z Grasshopperem, gdzie grał w drugim zespole. Został dwukrotnie powołany do pierwszego składu, jednak nie wyszedł na boisko. W sezonie 2014–2015 grał dla drugiego zespołu VfL Wolfsburg. Od 2015 reprezentuje barwy klubu FC Vaduz. W sezonie 2015/16 zdobył z nim Puchar Liechtensteinu. W 2017 wróćił do Grasshopper.

## Kariera reprezentacyjna
W maju 2014 r. Albion Avdijaj został powołany do reprezentacji Kosowa na dwa nieoficjalne mecze towarzyskie. Zadebiutował 25 maja w meczu z Senegalem, który zakończył się wynikiem 3:1 dla rywali. Podczas drugiego meczu, przeciwko Turcji siedział na ławce rezerwowych.
16 czerwca 2015 r. rozegrał swój pierwszy mecz w reprezentacji Albanii U-21 w meczu towarzyskim przeciwko Szwecji. W pięćdziesiątej szóstej minucie strzelił jedynego w przegranym 1:4 meczu. 3 września zagrał przeciwko reprezentacji Izraela w meczu kwalifikacyjnym do mistrzostw Europy U-21. Na boisko wszedł w dwudziestej dziewiątej minucie zmieniając Reya Manaja. W czterdziestej dziewiątej minucie został ukarany czerwoną kartką i w konsekwencji musiał opuścić boisko.